# William Brymner

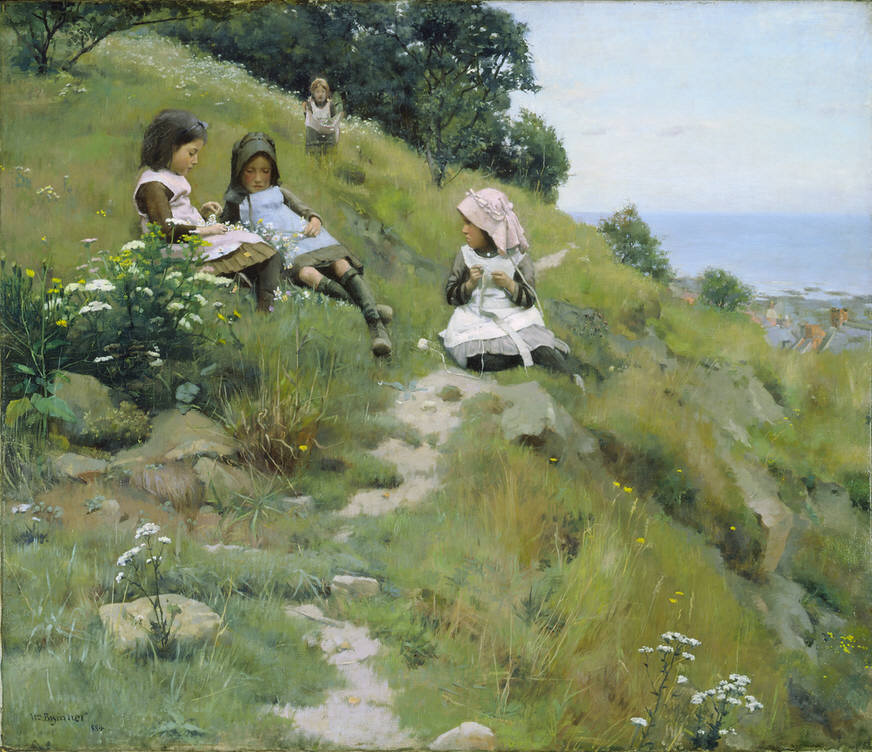
Wieniec z kwiatów (1884)

William Brymner (ur. 14 grudnia 1855 w Greenock, zm. 18 czerwca 1925 w Wallasey) – kanadyjski malarz szkockiego pochodzenia.
Kształcił się w Richmond w Quebecu, później studiował architekturę w Ottawie i od 1876 w Paryżu, 1878-1881 studiował malarstwo w Académie Julian w Paryżu. Obracał się tam w kręgu artystów akademickich (J.-L. Gérôme’a, W.A. Bouguereau, E. Meissoniera. Tworzył pod wpływem francuskich realistów, malując sceny z życia codziennego - m.in. Z Dolly u wytwórcy drewniaków (1883). Poza tym namalował wiele pejzaży - Wczesny wschód księżyca we wrześniu (1899), jednocześnie 1886–1921 nauczał malarstwa w szkole Art Association w Montrealu. Został zapamiętany jako pierwszy wielki nauczyciel sztuk w Kanadzie.